# Asako Ideue
Asako Ideue (井手上 麻子 Ideue Asako?), född 5 maj 1987, är en japansk tidigare fotbollsspelare.
Asako Ideue spelade 1 landskamp för det japanska landslaget.